# Synema mysorense
Synema mysorense es una especie de araña cangrejo del género Synema, familia Thomisidae, orden Araneae.

## Distribución
Esta especie se encuentra en India.

## Taxonomía
Fue descrita por Tikader en 1980.
Tratamiento taxonómico
La especie aparece registrada y publicada en Thomisidae (Crab-spiders). Fauna India (Araneae) 1: 1–247.